# 어재연 장군기

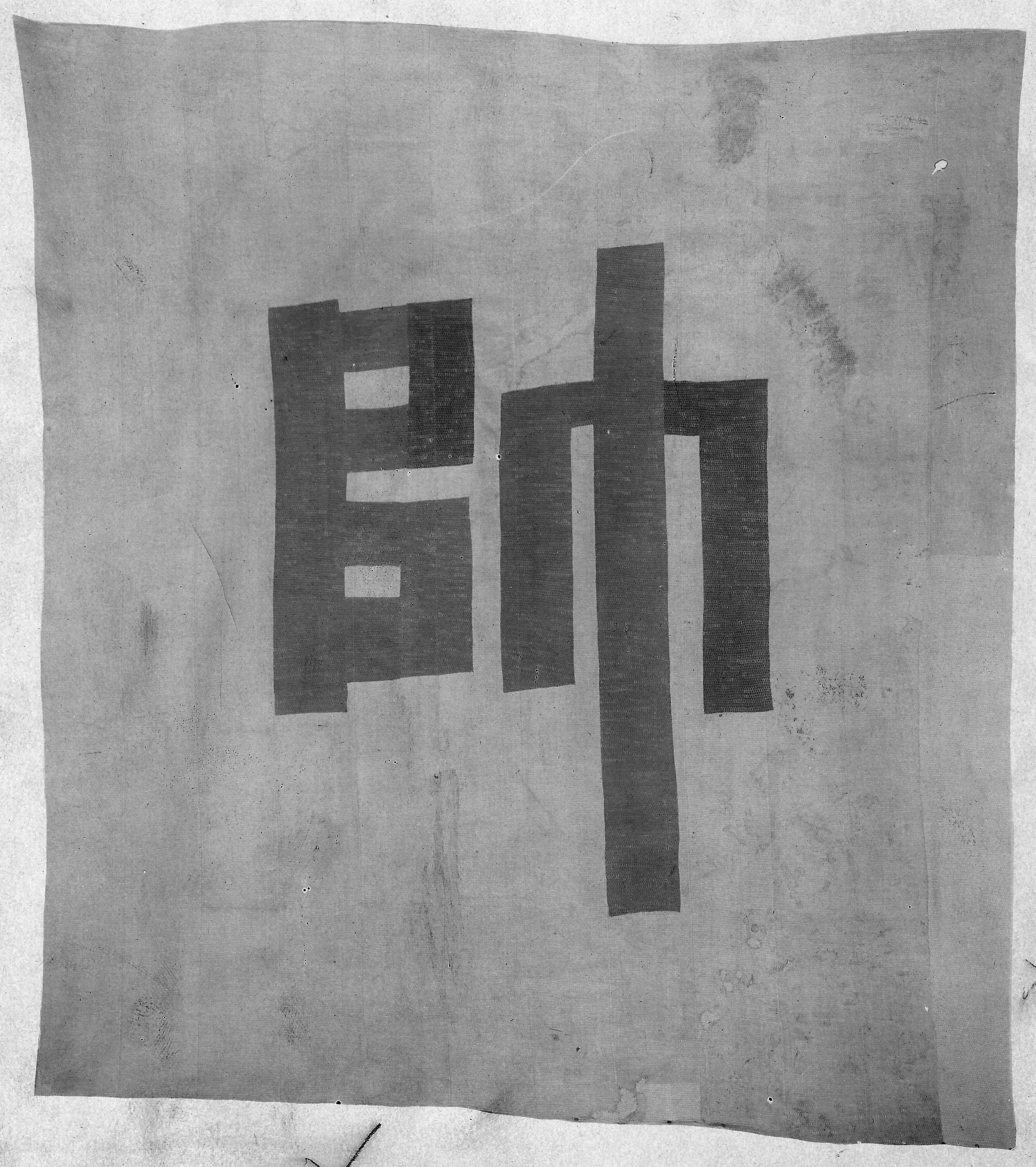
어재연 장군기

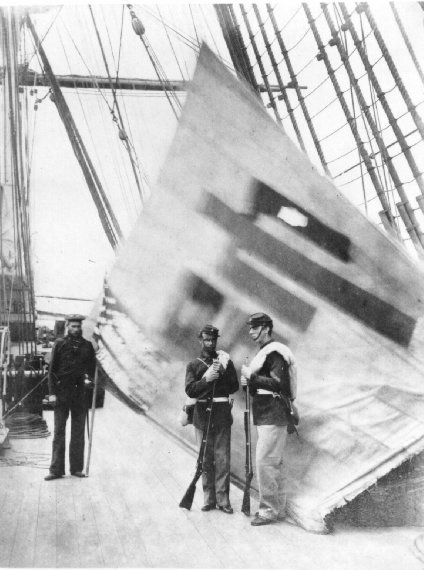
1871년 6월 신미양요 때 펠리체 베아토가 촬영한 USS 콜로라도 호 선상의 수자기. 오른쪽에서 왼쪽으로: 미국 해병대 상병 찰스 브라운(Charles Brown), 미국 해병대 이등병 휴 퍼비스(Hugh Purvis), 왼쪽의 선원은 미국 해군의 사이러스 하이든(Cyrus Hayden)으로 추정되며 세 사람 모두 1872년 2월 8일에 명예훈장을 받았다.

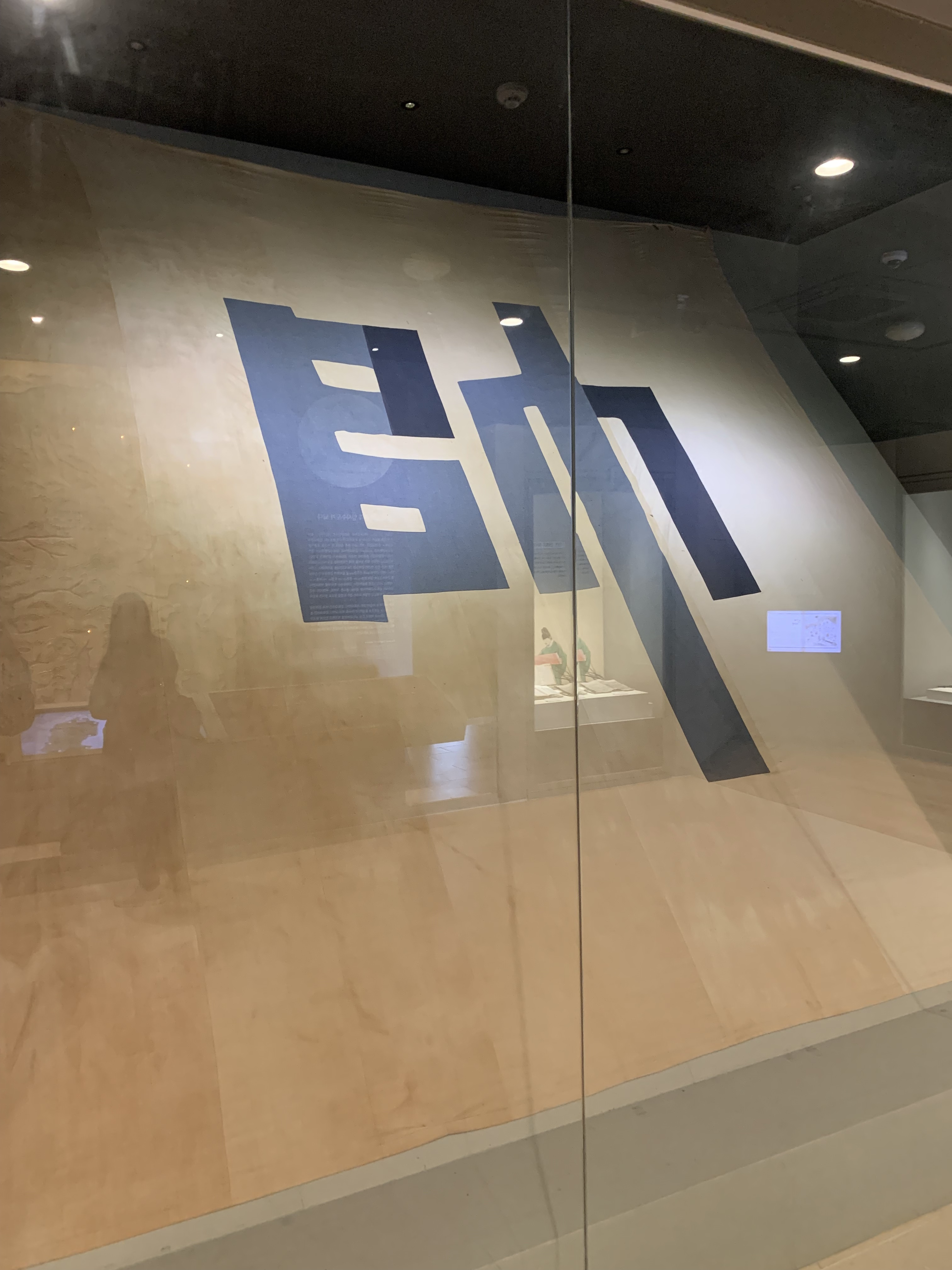
강화전쟁박물관에 전시중인 수자기

어재연 장군기는 1871년 신미양요 때 강화도를 수비하던 조선군 지휘관이었던 어재연 장군이 사용한 군기이다. 미군에 의해 전리품으로 강탈된 후 미국 아나폴리스에 있는 해군사관학교 박물관에서 소장하고 있었다가, 2007년부터 국내로 반환되어 강화전쟁박물관에 보관되었었다. 그러다 2024년 3월에 다시 미국 해군사관학교 박물관으로 반납되었다.

## 개요
일명 수자기(帥字旗)로도 알려진 어재연 장군기는 1871년 신미양요 때 강화도를 수비하던 진무영 중군 어재연이 사용한 군기로, 미군에 의해 전리품으로 강탈된 후 그동안 미국 아나폴리스에 있는 미국 해군사관학교 박물관에 소장되어 있었다. 가로와 세로 각각 4.5m 정도에 삼베 또는 광목으로 추정되는 재질로 만들어진 어재연 장군기는 구한말의 대표적인 수자기로, 매우 희귀한 군사 자료일 뿐만 아니라 근세사에서 중요한 의미를 가진 역사적·학술적 가치가 큰 문화재이다.
당초 어재연 장군기의 영구 반환을 추진했으나 미국 해군사관학교 측이 관련 법령이나 절차 상의 사유로 불가하다는 입장을 고수하자 우선 장기 대여하기로 하여 2007년 10월 15일부터 이틀 동안 한미 양측이 어재연 장군기의 상태를 점검한 후 대여 협정서에 서명함에 따라 10월 18일 워싱턴에서 항공편으로 운송되어 10월 19일 인천공항에 도착했다.
어재연 장군기는 국립고궁박물관에 임시 보관한 후 10월 22일 국립고궁박물관 강당에서 설명회에 함께 공개되었다. 2008년 3월 국립고궁박물관 전시실에서 특별 전시된 후 2008년 5월 이후 인천광역시시립박물관으로 옮겨져 보관 전시됐으며, 2010년 이후에는 강화전쟁박물관으로 옮겨졌다. 현재 전시 중인 것은 복제본이다.
2025년부터 3년간 예정된 '동아시아 특별전'에 어재연 장군기를 전시하기 위해 미국 해군사관학교 박물관 측의 수자기 반납 요청이 있었고 결국 2024년 3월 16일에 미국으로 반납하게 되었다.

## 한자 '帥'의 의미
깃발에 새겨진 한자 '帥(수)'는 '장수, '장군', '우두머리' 등을 상징하는 뜻으로 '장수 수', '장군 수', '우두머리 수'라고 한다. 여기에 '師(스승 사)' 와 글씨가 비슷하여서 한자를 모르는 이들에게는 혼동 및 오기 등이 생길 수 있는데 오른쪽 '巾(수건 건)' 변의 위를 더하지 않으면 구분을 할 수 있다. 공통적으로 두 문자 모두 병사를 감독하거나 학생들을 가르치는 지도자라는 뜻이 통한다.

## 같이 보기
- 한국의 역사